# Joanna Terefenko
Joanna Terefenko (ur. 2 maja 1993) – polska lekkoatletka specjalizująca się w biegach długodystansowych. Młodzieżowa mistrzyni Polski U23 w biegu na 3000 metrów z przeszkodami (Bydgoszcz 2013).

## Rekordy życiowe
Opracowano na podstawie
| Konkurencja                        | Obiekt  | Data            | Miejsce   | Wynik    |
| ---------------------------------- | ------- | --------------- | --------- | -------- |
| bieg na 1000 metrów                | stadion | 7 maja 2016     | Białogard | 2:51:91  |
| bieg na 1500 metrów                | stadion | 5 lipca 2014    | Białogard | 4:30:90  |
| bieg na 3000 metrów z przeszkodami | stadion | 24 czerwca 2016 | Bydgoszcz | 10:30:47 |
| bieg na 5000 metrów                | stadion | 26 czerwca 2016 | Bydgoszcz | 17:04:60 |

## Osiągnięcia
Opracowano na podstawie
| Rok  | Impreza                            | Miejsce    | Konkurencja                        | Pozycja    | Wynik    |
| ---- | ---------------------------------- | ---------- | ---------------------------------- | ---------- | -------- |
| 2013 | Młodzieżowe Mistrzostwa Polski U23 | Bydgoszcz  | bieg na 3000 metrów z przeszkodami | 1. miejsce | 10:44:05 |
| 2014 | Młodzieżowe Mistrzostwa Polski U23 | Inowrocław | bieg na 3000 metrów z przeszkodami | 2. miejsce | 10:38:51 |